# Nueva Palestina, Ocosingo
Nueva Palestina är en ort i Mexiko.   Den ligger i kommunen Ocosingo och delstaten Chiapas, i den sydöstra delen av landet, 900 km öster om huvudstaden Mexico City. Nueva Palestina ligger 537 meter över havet och antalet invånare är 10 588.
Terrängen runt Nueva Palestina är kuperad åt sydväst, men åt nordost är den platt. Runt Nueva Palestina är det glesbefolkat, med 16 invånare per kvadratkilometer. Nueva Palestina är det största samhället i trakten. I omgivningarna runt Nueva Palestina växer i huvudsak städsegrön lövskog.